# Bouchot
Der Bouchot ist ein Bach im Osten von Frankreich, der im Département Vosges der Region Grand Est nordwestlich der Stadt Mulhouse verläuft.

## Geographie

### Verlauf
Der Bouchot entspringt unter dem Namen Ruisseau des Hauts Rupts im südwestlichen Gemeindegebiet von Gérardmer, entwässert Richtung Westsüdwest durch den Regionalen Naturpark Ballons des Vosges und mündet nach rund 18 Kilometern im Gemeindegebiet von Vagney als rechter Nebenfluss in die Moselotte.

### Zuflüsse
(Reihenfolge in Fließrichtung)
- Ruisseau des Bas Rupts (links) 1,53 km
- Ruisseau de Creusegoutte (links) 2,51 km
- Ruisseau de Noire Goutte (links) 2,39 km
- Goutte de Jossonfaing (links) 2,64 km
- Goutte de Battion (links) 2,93 km
- Goutte de Plainfaing (links) 3,55 km
- Goutte de Frimont (links) 1,06 km
- Goutte de Herray (links) 1,57 km
- Petite Goutte (links) 2,34 km
- Goutte Mathias (links) 2,75 km
- Menaurupt (rechts) 8,76 km

### Orte am Fluss
(Reihenfolge in Fließrichtung)
- Les Bas Rupts, Gemeinde Gérardmer
- La Cheneau, Gemeinde Rochesson
- Rochesson
- Orimont, Gemeinde Rochesson
- La Fouillée, Gemeinde Gerbamont
- Sapois
- Vagney

## Sehenswürdigkeiten

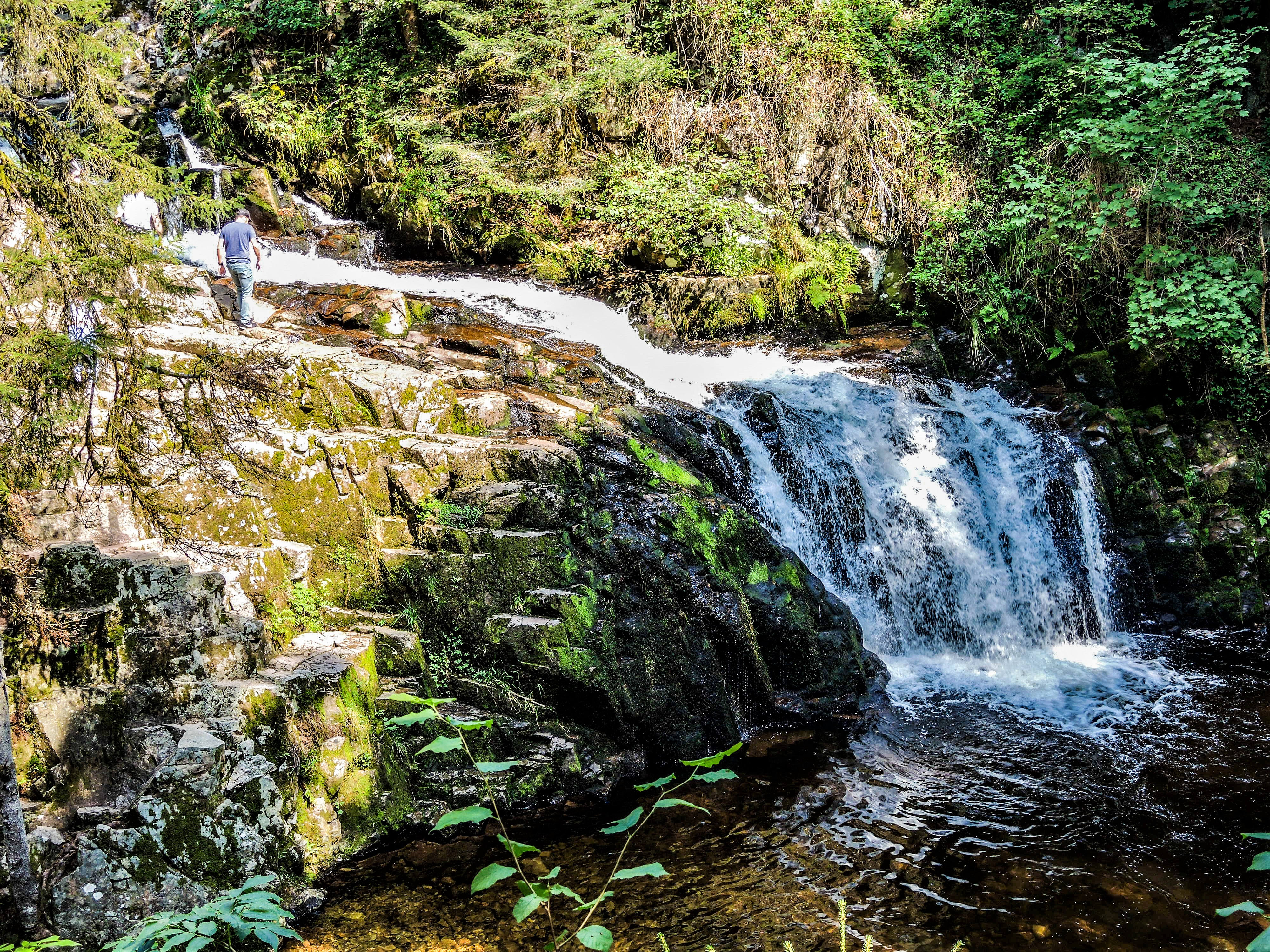
Saut du Bouchot

- Wasserfall Saut du Bouchot an der Gemeindegrenze von Sapois und Gerbamont – klassifiziertes Naturdenkmal[5].